# ایزربرووک
ایزربرووک (به آلمانی: Hamburg-Iserbrook) یک منطقهٔ مسکونی در آلمان است که در التونا، هامبورگ واقع شده‌است. ایزربرووک ۱۰٬۶۶۰ نفر جمعیت دارد.